# Acygnatha atrapex
Acygnatha atrapex är en fjärilsart som beskrevs av George Francis Hampson 1895. Acygnatha atrapex ingår i släktet Acygnatha och familjen nattflyn. Inga underarter finns listade i Catalogue of Life.